# Samsung Galaxy Tab 2 7.0

Логотип планшета

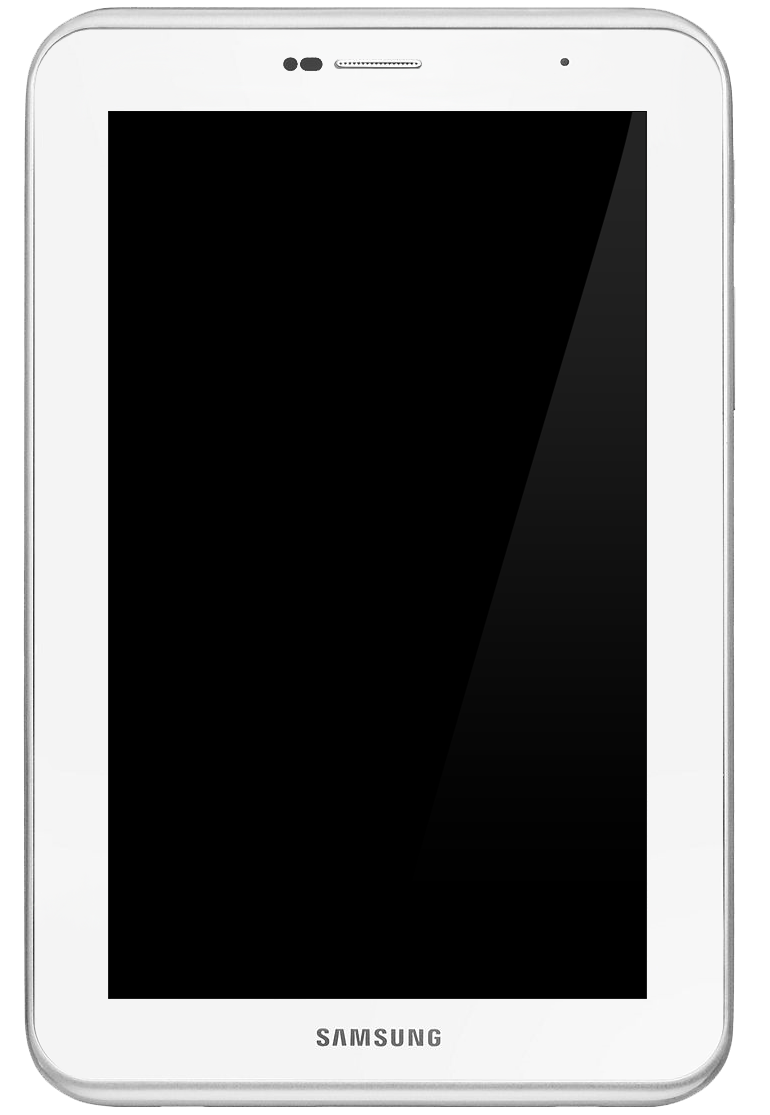
Samsung Galaxy Tab 2 7.0

Samsung Galaxy Tab 2 7.0 — это 7-дюймовый Android-планшет, производимый и продаваемый компанией Samsung Electronics. Samsung Galaxy Tab 2 поставлялся на операционной системе Android Ice Cream Sandwich. Он принадлежит ко второму поколению серии Samsung Galaxy Tab, в которую также входит 10,1-дюймовая модель Galaxy Tab 2 10.1. О нём было объявлено 13 февраля 2012 года, а запуск в США состоялся 22 апреля 2012 года. Это преемник Samsung Galaxy Tab 7.0 Plus.

## История
Galaxy Tab 2 7.0 был анонсирован 13 февраля 2012 года. Он был показан вместе с Galaxy Tab 2 10.1 на Всемирной мобильной конференции 2012 года. Хотя запуск этих двух устройств изначально планировался на март, они этого не сделали, поскольку Samsung объяснила, что задержка была вызвана неустановленными проблемами с Ice Cream Sandwich и что вместо этого они будут выпущены в конце апреля. Позже Samsung подтвердила, что Galaxy Tab 2 7.0 будет выпущен 22 апреля по цене 250 долларов за модель с 8 ГБ памяти.

## Функции
Galaxy Tab 2 7.0 изначально был выпущен с Android 4.0 Ice Cream Sandwich. Позже стало доступно обновление до Android 4.2.2 Jelly Bean. Samsung настроила интерфейс с помощью программного обеспечения TouchWiz UX. Помимо приложений от Google, включая Google Play, Gmail и YouTube, он имеет доступ к приложениям Samsung, таким как ChatON, S Suggest и All Share Play.
Galaxy Tab 2 7.0 доступен в версиях только с WiFi, WiFi с ИК-бластером (доступно только в США и Канаде) и в вариантах с 3G и WiFi. Объём памяти варьируется от 8 ГБ до 32 ГБ в зависимости от модели со слотом для карт памяти microSD для расширения. Он оснащен 7-дюймовым ЖК-экраном PLS с разрешением 1024x600 пикселей, а также передней и задней камерами. Он указан с 1 ГБ ОЗУ, но можно использовать только 0,77 ГБ.
Дополнительной функцией является функция Samsung «Найти мой мобильный», которая позволяет отслеживать местоположение своего мобильного устройства в случае его утери или удаленно стирать его.
В устройстве используется фирменный разъем Samsung для подключения USB-кабеля для зарядки/передачи данных. Кроме того, можно использовать адаптер, добавляющий порт USB OTG, что позволяет планшету быть хост-устройством USB. Устройства USB Mass Storage можно подключать без каких-либо драйверов. Кроме того, через этот порт возможна поддержка USB HID-клавиатуры и мыши. Ограничения параметров устройства основаны на установленной версии ядра Linux.

## Прием
Прием Galaxy Tab 2 7.0 был в целом положительным. Обозреватель Verge Дэвид Пирс прокомментировал: «Tab 2 более мощный, чем Kindle Fire или Nook Tablet, и, поскольку он работает под управлением более полной версии Android, это более функциональное устройство, если вас интересует больше, чем просто чтение». И Пирс, и Джеймс Стейблс из TechRadar высоко оценили размер и вес устройства, а также низкую цену по сравнению с другими полноразмерными планшетами. Некоторая критика была сделана по поводу качества экрана: Stables назвал его «скучным и неотзывчивым», а Дэвид Ладлоу из Expert Reviews раскритиковал низкое разрешение по сравнению с Google Nexus 7 2012 года, несмотря на то, что в остальном он показался впечатляющим.

## Варианты
Verizon выпустила Galaxy Tab 2 (7.0) под названием «Galaxy Tab 2 (7.0) 4G LTE». Это устройство продавалось в магазинах Verizon Wireless.